# Aleksandr Buliguin
Aleksandr Grigórievitx Buliguin (gubèrnia de Riazan, Imperi Rus, 18 d'agost —OS 6 d'agost— de 1851 - Riazan, 5 de setembre de 1919) fou un polític rus, que exercí de Ministre de l'Interior de l'Imperi Rus entre febrer i octubre de 1905.

## Vida
Graduat a l'Escola Imperial de Dret, començà a treballar al jutjat dels districte de Tambov l'any 1871. A partir d'aleshores desenvolupà diferents càrrecs administratius incloent la de governador de Kaluga (1887), de Moscou (1893), i assistent del governador-general de Moscou, el Gran Duc Sergi de Rússia (1902).
El 20 de gener de 1905, després de vagues i protestes, substituí al príncep Piotr Sviatopolk-Mirski al davant del Ministeri de l'Interior. Tot i així, és especialment conegut per l'anomenada «Constitució Buliguin», desenvolupada en resposta a la Revolució Russa de 1905. El text entrà en vigor l'agost de 1905 i proposà la creació d'un nou cos consultiu. No satisfà a aquells qui volien una assemblea plenament legislativa, i els opositors a Buliguin, descontents, promogueren les vagues de setembre i octubre. Després d'aquests fets, el 17 d'octubre de 1905 fou exclòs del càrrec i el substituí el reaccionari Piotr Durnovó. Després del relleu retornà al Consell d'Estat.
El 5 de setembre de 1919 fou disparat i assassinat pels bolxevics, responsabilitzant-se dels fets la txeca de Riazan.